# Tuřice
Tuřice (en allemand : Turschitz) est une commune du district de Mladá Boleslav, dans la région de Bohême-Centrale, en République tchèque. Sa population s'élevait à 364 habitants en 2020.

## Géographie
Tuřice se trouve à 6 km au sud-ouest de Benátky nad Jizerou, à 20,5 km au sud-sud-ouest de Mladá Boleslav et à 31 km au nord-est de Prague.
La commune est limitée par Mečeříž et Kochánky au nord, par Předměřice nad Jizerou à l'est et au sud, par Sojovice au sud, par Skorkov au sud-ouest, et par Hlavenec et Kostelní Hlavno à l'ouest.

## Histoire
La première mention écrite de la localité date de 1194.

## Administration
La commune se compose de deux quartiers :
- Sobětuchy
- Tuřice

## Transports
Par la route, Tuřice se trouve à 10 km de Benátky nad Jizerou, à 28,5 km de Mladá Boleslav et à 36 km du centre de Prague.